# Trei culori
Trei culori (česky Tři barvy) je název bývalé státní hymny Rumunské sociálistické republiky. Byla založena na vlastenecké písni kterou napsal a složil Ciprian Porumbescu. Státní hymnou Rumunska byla v letech 1977 až 1990. Nahradila hymnu Te slăvim, Românie, která se používala od roku 1953. Hymnu Trei Culori v roce 1990 ji nahradila hymna Deșteaptă-te, române!. U hymny se používala jen první sloka a refrén.

## Text a český překlad
| Trei culori Trei culori cunosc pe lume, Amintind de-un brav popor, Ce-i viteaz, cu vechi renume, În luptă triumfător. Multe secole luptară Străbunii noștri eroi, Să trăim stăpîni în ţară, Ziditori ai lumii noi. Roșu, galben și albastru Este-al nostru tricolor. Se înalță ca un astru Gloriosul meu popor. Suntem un popor în lume Strâns unit și muncitor, Liber, cu un nou renume Și un țel cutezător. | Tři barvy Jen barvy tři na tom světě znám, statečný národ mi připomínají, chrabrý, staroslavný, co v bitvě vítězí. Červená, žlutá, modrá je trikolóra naše, stoupá jak hvězda můj slavný národ. Jsme národ na světě. Svorný a pracovitý svobodný s novou slávou a s hrdým cílem. |

## Vlastenecká píseň pro porovnání
| Trei culori Trei culori cunosc pe lume Ce le țin de-un sânt odor, Sunt culori de-un vechi renume Suveniri de-un brav popor. Roșu-i focul ce-mi străbate, Inima-mi plină de dor Pentru sânta libertate Și al patriei amor. Auriu ca mândrul soare Fi-va'l nostru viitor Pururea'n eternă floare Și cu luci netrecător Iar albastrul e credința Pentru țară ce-o nutrim Credincioși fără schimbare Pân' la moarte o să-i fim Pân' pe cer și cât în lume Vor fi aste trei culori Vom avea un falnic nume Și un falnic viitor Iar când, fraților, m'oi duce De la voi ș'oi fi să mor Pe mormânt, atunci să-mi puneți Mândrul nostru tricolor |